# Episodi di Superjail!
Elenco degli episodi della serie televisiva animata Superjail!.
La serie, composta da quattro stagioni, è stata trasmessa negli Stati Uniti, da Adult Swim, ed è stata preceduta da un episodio pilota trasmesso il 13 maggio 2007. La prima stagione, composta da 10 episodi, è stata trasmessa dal 28 settembre al 7 dicembre 2008. La seconda stagione, composta da 10 episodi, è stata trasmessa dal 3 aprile al 12 giugno 2011. La terza stagione, composta da 10 episodi, è stata trasmessa negli Stati Uniti, da Adult Swim, dal 30 settembre al 9 dicembre 2012. La quarta stagione, composta da 6 episodi, è stata trasmessa dal 15 giugno al 20 luglio 2014.
In Italia le stagioni sono inedite.
| nº               | Titolo originale             | Prima TV USA      |
| Episodio pliota  | Episodio pliota              | Episodio pliota   |
| ---------------- | ---------------------------- | ----------------- |
| 1                | Bunny Love                   | 13 maggio 2007    |
| Prima stagione   |                              |                   |
| 1                | Superbar                     | 28 settembre 2008 |
| 2                | Combaticus                   | 5 ottobre 2008    |
| 3                | Ladies Night                 | 12 ottobre 2008   |
| 4                | Cold-Blooded                 | 19 ottobre 2008   |
| 5                | Don't Be a Negaton           | 26 ottobre 2008   |
| 6                | Terrorarium                  | 2 novembre 2008   |
| 7                | Mr. Grumpy-Pants             | 9 novembre 2008   |
| 8                | Dream Machine                | 23 novembre 2008  |
| 9                | Time-Police (Part 1)         | 30 novembre 2008  |
| 10               | Time-Police (Part 2)         | 7 dicembre 2008   |
| Seconda stagione |                              |                   |
| 1                | Best Friends Forever         | 3 aprile 2011     |
| 2                | Mayhem Donor                 | 10 aprile 2011    |
| 3                | Lord Stingray Crash Party    | 17 aprile 2011    |
| 4                | Hotchick                     | 24 aprile 2011    |
| 5                | Gay Wedding                  | 1º maggio 2011    |
| 6                | Ghosts                       | 8 maggio 2011     |
| 7                | Jailbot 2.0                  | 15 maggio 2011    |
| 8                | The Budding of the Warbuxx   | 22 maggio 2011    |
| 9                | Superjail Grand Prix         | 5 giugno 2011     |
| 10               | Vacation                     | 12 giugno 2011    |
| Terza stagione   |                              |                   |
| 1                | Stingstress                  | 30 settembre 2012 |
| 2                | Superfail!                   | 7 ottobre 2012    |
| 3                | Uh-Oh, It's Magic            | 14 ottobre 2012   |
| 4                | Sticky Discharge             | 21 ottobre 2012   |
| 5                | Special Needs                | 28 ottobre 2012   |
| 6                | The Trouble with Triples     | 4 novembre 2012   |
| 7                | Nightshift                   | 11 novembre 2012  |
| 8                | Oedipus Mess                 | 18 novembre 2012  |
| 9                | Planet Radio                 | 2 dicembre 2012   |
| 10               | Burn Stoolie Burn            | 9 dicembre 2012   |
| Quarta stagione  |                              |                   |
| 1                | SuperHell!                   | 15 giugno 2014    |
| 2                | Last Pack                    | 22 giugno 2014    |
| 3                | Jean, Paul, Beefy, and Alice | 29 giugno 2014    |
| 4                | The Superjail Inquisitor     | 6 luglio 2014     |
| 5                | Superstorm!                  | 13 luglio 2014    |
| 6                | The Superjail Six            | 20 luglio 2014    |

## Bunny Love
- Titolo originale: Bunny Love
- Diretto da: Christy Karacas
- Scritto da: Christy Karacas, Stephen Warbrick e Ben Gruber

### Trama
Il direttore ha in programma di vestire tutti i prigionieri con delle tute da coniglio, ma i gemelli interferiscono con l'ordine di acquisto, ordinando, oltre alle tute da coniglio, anche delle tute da lupo. 
- Note: L'episodio si apre con il brano Rubber Bullets dei 10cc.

## Superbar
- Titolo originale: Superbar
- Diretto da: Christy Karacas
- Scritto da: Christy Karacas, Stephen Warbrick, Aaron Augenblick, Chris Burns e M. Wartella

### Trama
Il direttore vuole chiedere a Alice un appuntamento e decide di costruire un bar all'interno di Superjail. Ma le cose vanno male quando i detenuti pianificano una fuga e Jared si ubriaca.
- Note: Una versione incompleta dell'episodio è andata in onda il 1º aprile 2008 come parte di una serie di anteprime incomplete presentate da Adult Swim, durante il Pesce d'Aprile.

## Combaticus
- Titolo originale: Combaticus
- Diretto da: Christy Karacas
- Scritto da: Christy Karacas, Stephen Warbrick, Aaron Augenblick, Chris Burns e M. Wartella

### Trama
Il direttore e i suoi operai scavano un'antica arena sepolta sotto la prigione e il direttore decide di usarla per organizzare un torneo all'ultimo sangue tra i detenuti. I gemelli creano un loro combattente con l'ingegneria genetica.
- Ascolti USA: telespettatori 338.000 – rating/share 18-34 anni.[1]

## Ladies Night
- Titolo originale: Ladies Night
- Diretto da: Christy Karacas
- Scritto da: Christy Karacas, Stephen Warbrick, Aaron Augenblick, Chris Burns e M. Wartella

### Trama
Una nave penitenziaria piena di donne proveniente da Ultraprison si schianta su Superjail. Il direttore quindi decide di fare una scommessa con il direttore della Ultraprison per vedere i detenuti che hanno più classe.
- Ascolti USA: telespettatori 764.000 – rating/share 18-34 anni.[2][3]

## Cold-Blooded
- Titolo originale: Cold-Blooded
- Diretto da: Christy Karacas
- Scritto da: Christy Karacas, Stephen Warbrick e Christopher McCulloch

### Trama
Jared travestito da detenuto uccide erroneamente un terrificante serial killer su cui doveva indagare, ottenendo così rispetto dagli altri carcerati e diventandone di conseguenza il loro capo. Nel frattempo, i gemelli hanno hackerato il sistema di Jailbot.
- Ascolti USA: telespettatori 538.000 – rating/share 18-34 anni.[4]

## Don't Be a Negaton
- Titolo originale: Don't Be a Negaton
- Diretto da: Christy Karacas
- Scritto da: Christy Karacas, Stephen Warbrick, Aaron Augenblick, Chris Burns e M. Wartella

### Trama
Il direttore invita un oratore motivazionale di nome D.L. Diamond a tenere una conferenza a Superjail, ma Jared scopre che è un truffatore.

## Terrorarium
- Titolo originale: Terrorarium
- Diretto da: Christy Karacas
- Scritto da: Christy Karacas, Stephen Warbrick, Aaron Augenblick, Chris Burns e M. Wartella

### Trama
Il direttore promuove una fiera della scienza a Superjail e crea un ecosistema in miniatura, dove alcuni detenuti rimpiccioliti vengono presi a caso e costretti a lottare contro insetti e altri animali. Nel frattempo, Jared si sente trascurato dai suoi collaboratori.

## Mr. Grumpy-Pants
- Titolo originale: Mr. Grumpy-Pants
- Diretto da: Christy Karacas
- Scritto da: Christy Karacas, Stephen Warbrick, Aaron Augenblick, Chris Burns, M. Wartella e Ben Gruber

### Trama
Dopo aver catturato Jacknife per l'ennesima volta, Jailbot porta per sbaglio una ragazza morente malata di cancro a Superjail. Il direttore vorrebbe eliminarla ma i carcerati (così come Alice) si affezionano a lei. 

## Dream Machine
- Titolo originale: Dream Machine
- Diretto da: Christy Karacas
- Scritto da: Christy Karacas, Stephen Warbrick, Aaron Augenblick, Chris Burns e M. Wartella

### Trama
Il direttore è convinto che qualcuno voglia ucciderlo, per cui crea un macchinario in grado di leggere i sogni di tutti i residenti di Superjail.

## Time-Police(Part 1)
- Titolo originale: Time-Police (Part 1)
- Diretto da: Christy Karacas
- Scritto da: Christy Karacas, Stephen Warbrick, Aaron Augenblick, Chris Burns, M. Wartella e Christopher McCulloch

### Trama
Il direttore viene arrestato dalla polizia temporale perché nel futuro, dopo aver fatto costruire altre Superjail sulla Terra, diventerà il dittatore del mondo. La prigione viene quindi chiusa al mondo esterno.

## Time-Police(Part 2)
- Titolo originale: Time-Police (Part 2)
- Diretto da: Christy Karacas
- Scritto da: Christy Karacas, Stephen Warbrick, Aaron Augenblick, Chris Burns, M. Wartella e Christopher McCulloch

### Trama
Senza più lavoro, Jared, Alice e Jailbot prendono strade diverse, mentre i detenuti creano una loro società; tuttavia il direttore riesce a tornare nel presente e a sconvolgere il continuum spazio-temporale.

## Best Friends Forever
- Titolo originale: Best Friends Forever
- Diretto da: Christy Karacas
- Scritto da: Christy Karacas e Stephen Warbrick

### Trama
Mentre trasporta come al solito Jacknife, Jailbot viene abbattuto in territorio ostile. Jared e Alice finiscono per giocare con i detenuti su chi ucciderà l'altro e su chi sopravviverà più a lungo. Nel frattempo il direttore cerca di vivere senza Jailbot e fa i doveri del robot in giro per la prigione. Alla fine impazzisce e si convince di essere lui stesso Jailbot.

## Mayhem Donor
- Titolo originale: Mayhem Donor
- Diretto da: Christy Karacas
- Scritto da: Joe Croson e Adam Modiano

### Trama
Uno strano incidente nel carcere lascia Jared sfigurato insieme a dei prigionieri totalmente smembrati. Nel frattempo, i piani del direttore di vendere organi al mercato nero si ritorcono contro quando gli organi immagazzinati si fondono in un unico mostro infuriato che attraversa il carcere.

## Lord Stingray Crash Party
- Titolo originale: Lord Stingray Crash Party
- Diretto da: Christy Karacas
- Scritto da: John Miller

### Trama
Il supercattivo Lord Stingray è naufrago su Superjail dopo che le forze militari lo hanno catturato nella sua isola natale e il direttore invia Jailbot per recuperarlo. Dopo aver incontrato il direttore, Lord Stingray si presenta inizialmente come un suo amico, ma il direttore cerca informazioni top secret sul carcere di Stingray. Lord Stingray riesce a ordinare un assalto presso Superjail e il direttore, insieme allo staff e ai detenuti, vengono catturati con facilità. Nel frattempo, il comandante che ha conquistato l'isola natale di Stingray manda 5 agenti speciali per catturarlo. Alice si allea con le operazioni speciali per abbattere Stingray e, allo stesso tempo, il direttore raduna i detenuti per lottare e riprendersi Superjail. Le forze di Stingray vengono distrutte e lui viene incarcerato a Superjail.

## Hotchick
- Titolo originale: Hotchick
- Diretto da: Christy Karacas
- Scritto da: John Miller

### Trama
Un mostro gelatinoso alieno si schianta nella prigione e usando i ricordi di Jacknife come base, si trasforma nella forma di una bellissima donna. Il direttore la recluta dopo che una sessione di addestramento della guardia si è conclusa con lei come unica sopravvissuta e inizia a innamorarsi di lei. La donna ha una rabbia selvaggia contro i Gemelli, a cui rispondono mentendo di essere gli unici sopravvissuti a un genocidio di massa avvenuto sul loro pianeta natale quando un sovrano tirannico prese il potere. I Gemelli affermano di essere lì come "studenti di scambio" che si rifiutano di tornare a casa, mentre la donna si rivela essere in realtà un cane di famiglia di nome Hunter inviato dal padre dei Gemelli per riportarli a casa.

## Gay Wedding
- Titolo originale: Gay Wedding
- Diretto da: Christy Karacas
- Scritto da: Joe Croson e Adam Modiano

### Trama
Due detenuti, Jean e Paul, decidono di portare la loro relazione al livello successivo e di sposarsi nelle romantiche sale della prigione. Quando il direttore viene a conoscenza dei piani, lui e Alice intervengono, occupandosi dei minimi dettagli del matrimonio con entusiasmo e fervore. Tuttavia, le cose vanno male quando l'addio al celibato che hanno programmato offre a Paul l'opportunità di intrattenere relazioni discutibili con uno spogliarellista. Quando Jean lo coglie sul fatto, gli lancia con rabbia il suo anello e dichiara che la loro relazione è finita. Il direttore è sconvolto dal fatto che i suoi piani siano stati sventati e dichiara che cercherà di aiutare gli ex amanti a riaccendere il loro amore. Quando Jean e Paul finiscono per caso nei bagni per occuparsi di altri affari, fanno pace scambiandosi parole dolci. Il direttore, Alice e Jailbot nel frattempo guardano sopra le bancarelle, dichiarando che Jean e Paul sono ufficialmente sposati. Gli sposi se ne vanno in una carrozza improvvisata e si godono la luna di miele in isolamento.

## Ghosts
- Titolo originale: Ghosts
- Diretto da: Christy Karacas
- Scritto da: John Miller e Stephen Warbrick

### Trama
Quando una foto di Jared rivela che il Superjail è infestato dai fantasmi, il direttore si fa beffe. Tuttavia dopo alcuni incubi e un rapimento poltergeist, il direttore diventa un credente. Visitano il dottore della prigione, che lo uccide temporaneamente per inviare il suo spirito "dall'altra parte" in modo che possa determinare cosa sta succedendo. Incontra Quetzalpocetlan (soprannominato "Chet"), un sacerdote azteco di 1.000 anni che gestiva il Superjail quando era un tempio dove si verificavano innumerevoli decapitazioni. "Chet" è bloccato tra i mondi, reprimendo gli spiriti. Un tentativo di far rivivere il direttore scatena migliaia di fantasmi nella prigione, che seminano il caos. Dopo essersi ucciso cercando di far rivivere il direttore, Jared finisce nel regno degli spiriti e dopo aver perso la calma, libera "Chet". Dopo un breve soggiorno in un paradiso buddista, il direttore e Jared vengono rianimati e riportati al Superjail.
- Ascolti USA: telespettatori 1.461.000 – rating/share 18-49 anni.[5]

## Jailbot 2.0
- Titolo originale: Jailbot 2.0
- Diretto da: Christy Karacas
- Scritto da: Joe Croson e Adam Modiano

### Trama
Quando Jailbot inizia ad avere problemi tecnici (al punto da far uscire di prigione Jacknife), Jared decide di sostituirlo con un nuovo robot altamente avanzato chiamato Jailbot 2.0. Il primo robot viene consegnato in una stanza nel seminterrato dove incontra le versioni precedenti di Jailbot. Jailbot 2.0 rende superflui Alice e Jared e gestisce la prigione in modo così efficiente da diventare nonviolento, antisettico e iperefficiente. Il direttore, tuttavia, adora gli infiniti diversivi di Jailbot 2.0 (come i cartoni animati, una sedia vibrante, ecc.). Dopo che Jailbot, Alice e Jared hanno convinto il direttore che Superjail ha perso la sua vitalità, il direttore concorda sul fatto che Jailbot 2.0 deve sparire. Tuttavia ciò spinge il robot ad attaccarli con rabbia, provocando altro caos.
- Ascolti USA: telespettatori 1.480.000 – rating/share 18-49 anni.[6]

## The Budding of the Warbuxx
- Titolo originale: The Budding of the Warbuxx
- Diretto da: Christy Karacas
- Scritto da: Joe Croson, Adam Modiano e Christy Karacas

### Trama
Dopo aver visto un film anti-cannabis degli anni '50 durante la serata del film del Superjail, il direttore tenta di reprimere l'inesistente traffico di droga della prigione. Presto sospetta che anche Alice sia dipendente. Nel frattempo, uno dei gemelli inizia a far germogliare un Warbuxx, un processo simile alla gravidanza che coinvolge i cristalli che sporgono dal suo addome gonfio. Dopo che il direttore è scappato per iniziare a reprimere il "traffico di droga", i detenuti organizzano la loro serata cinema. Ash teme tutti i film in generale a causa di un momento traumatico della sua infanzia ed è riluttante ad andarci, tuttavia i detenuti omosessuali Jean e Paul lo aiutano ad affrontare le sue paure. Nel frattempo, il direttore, Jared e il dottore trovano alcuni dei cristalli Warbuxx sul pavimento. Supponendo che siano droghe illegali, decidono di sballarsi per dissuadere i detenuti dall'usarle. Cominciano a mutare fisicamente (ma credono che questo sia solo l'effetto delle droghe), attraversano il Superjail e spaventano i detenuti. Mandano Ash in un flashback e lui brucia il teatro. I tre individui drogati irrompono su Alice che funge da tramite per i Gemelli, che sono nel frigorifero del Superjail a prepararsi per il germogliamento del Warbuxx. Quando il Warbuxx germoglia, i Gemelli rivelano che il Warbuxx è in realtà una prelibatezza e lo mangiano di fronte a un direttore, Jared e il dottore inorriditi. Poco dopo, Alice invia parte del Warbuxx a un bambino adottivo affamato in Africa perché si divori.
- Ascolti USA: telespettatori 1.339.000 – rating/share 18-49 anni.[7]

## Superjail Grand Prix
- Titolo originale: Superjail Grand Prix
- Diretto da: Christy Karacas
- Scritto da: Joe Croson e Adam Modiano

### Trama
Si tiene l'annuale Superjail Grand Prix, in cui al vincitore viene offerta la libertà dalla prigione. Tuttavia, il direttore gareggia con l'aiuto di un suonatore rapito. La squadra del direttore si scontra con Lord Stingray proprio alla fine della gara e quando cadono entrambi dalle loro auto, Jacknife, che era nel bagagliaio del direttore, vince e viene rilasciato.

## Vacation
- Titolo originale: Vacation
- Diretto da: Christy Karacas
- Scritto da: Christy Karacas e Stephen Warbrick

### Trama
Il direttore costruisce un enorme dirigibile e porta i prigionieri in una vacanza in stile nave da crociera in un arcipelago di isole fluttuanti; la vacanza va rapidamente storta quando il direttore fa scelte sbagliate, come volare attraverso uno stormo di strane bestie (intasando i motori) e far arrabbiare una divinità simile a Poseidone. Lord Stingray guida un ammutinamento e atterra su un'isola governata dalle Amazzoni in cerca di tesori. Dopo aver reclamato la nave ed essere tornati a casa, trovano ad aspettarli la proprietaria del Superjail.